# Tithi Hahn
Tithi Eva Christina Hahn, född 20 april 1955, är en svensk journalist. 

Tithi Hahn var programledare för Människor och tro i Sveriges Radio P1. Hon har också varit programledare för programmen Hur mår mannen?, Tema: Carl Michael Bellman, Intermezzo apropå Claude Debussy och Tendens (sedan 1995) i samma kanal samt är sedan 1995 medarbetare på redaktionen och namnkommittén samt producent för Sommar, där hon blev annat har sagt följande i en tidningsintervju angående urvalet till programmet: 
| ” | De som man först kommer att tänka på är tyvärr vita, svenska män i 45-årsåldern. | „ |
| – ”Populära radioprogrammet "Sommar" firar 40-årsjubileum i år” (på svenska). Expressen: s. 304. 21 juni 1999. Läst 26 juli 2008. |                                                                                  |   |

För sitt programledarskap i Tendens hyllades hon ofta av Svenska Dagbladets radiokrönikör Åsa Wall.[källa behövs] Siewert Öholm har i Dagen 2006 kritiserat Människor och tro för att vara alltför islamvänligt och kristendomsfientligt under Hahns programledarskap.
Tithi Hahn fick 2015 uppdraget att vara julvärd i P1. Tithi Hahn har vidare arbetat som programledare för såväl Filosofiska Rummet samt varit verksam inom ramen för Kulturnytt i P1.